# ペトロ・ナコネッチニィ
ペトロ・ナコネッチニィ（Petro Nakonechny）は、ウクライナ出身のキックボクサー。身長174cm、体重70kg。

## 来歴
2006年6月7日、アマムエタイ選手権の決勝でアーテム・レヴィンに敗れ、銀メダル獲得。
2008年4月6日、ポーランドで行われたK-1 Europe MAX 2008 GPにて優勝。

## 戦績
| 勝敗 | 対戦相手               | 試合結果       | 大会名                              | 開催年月日     |
| ○    | ミハウ・グロガフスキー | 3R終了 判定    | K-1 Europe MAX 2008 GP 【決勝】     | 2008年4月6日   |
| ○    | ユーリィ・ハルバチェフ | KO             | K-1 Europe MAX 2008 GP 【準決勝】   | 2008年4月6日   |
| ○    | アンドレ・ブダ         | 3R終了 判定    | K-1 Europe MAX 2008 GP 【1回戦】    | 2008年4月6日   |
| △    | イワン・グリゴリエフ   | 3R終了 判定    | リトアニア                          | 2007年5月19日  |
| ×    | ユーリィ・ボレイコ     | 延長R終了 判定 | K-1MAX Easteurope GP 【1回戦】      | 2007年3月17日  |
| ×    | セルゲイ・マカゴノフ   | 2R TKO（負傷） | S-1 European Elimination 【準決勝】 | 2006年7月21日  |
| ○    | ワシリー・シシ         | 3R終了 判定    | S-1 European Elimination 【1回戦】  | 2006年7月21日  |
| ×    | アーテム・レヴィン     | 5R終了 判定    | アマムエタイ選手権                  | 2006年6月7日   |
| ○    | ワシリー・シシ         | 延長R終了 判定 | K-1 EAST EUROPE MAX 2006            | 2006年3月10日  |
| ×    | カーオポンレック       | 延長R終了 判定 | Janus Fight Night                   | 2005年11月19日 |

## 獲得タイトル
- IFMA World Title 2004